# Wojciech z Michowa
Wojciech z Michowa herbu Rawicz – starosta sanocki w latach 1446–1450, kasztelan zawichojski od 1447.
Pochodził z rodu Rawiczów i był spokrewniony z Krystynem z Ostrowa. Był właścicielem licznych wsi w okolicach Opatowa m.in. Michowa (osada przeniesiona w 1584 do Denkowa), Biechowa, Wodzirada, Woli Wodziradzkiej, Chmielowa, Szwarszowic oraz częściowym właścicielem Bodzechowa, Goździelina, Ostrowa, Jankowa, Żurawki.
Posiadał również wsie w ziemi łukowskiej - m.in. Siedlce oraz Zalesie. 
Zapis w księgach ziemskich łukowskich z 1441 potwierdzający zbycie przez Wojciecha z Michowa połowy Siedlec na rzecz jego siostry stryjecznej Elżbiety, żony Jana Gniewosza z Oleksowa, córki Warsza z Michowa jest pierwszą wzmianką źródłową o tej miejscowości (wówczas wsi).